# Suzuka (stad)
Suzuka (Japans: 鈴鹿市, Suzuka-shi) is een stad in de Japanse prefectuur Mie.Op 1 november 2009 had de stad 198.087 inwoners. De bevolkingsdichtheid bedroeg 1020 inw./km². De oppervlakte van de stad bedraagt 194,67 km².
De stad is vooral bekend door de Grand Prix Formule 1 van Japan die van 1987 tot en met 2006 op het Suzuka International Racing Course werd verreden.

## Geschiedenis

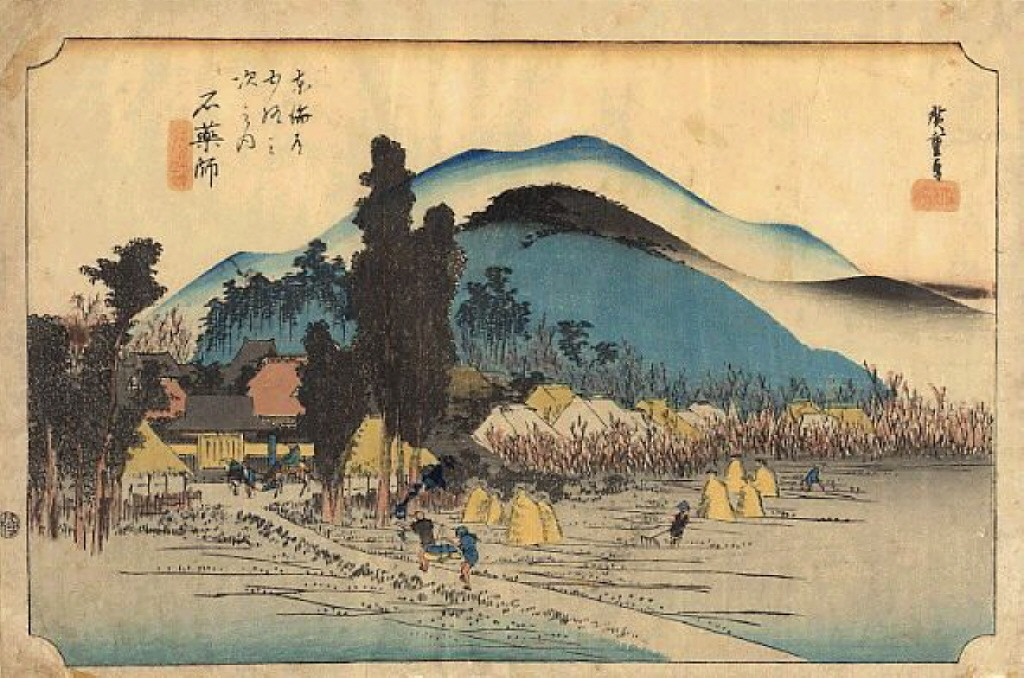
Hiroshige: 53 halteplaatsen van de Tokaido: Ishiyakushi

Twee halteplaatsen van de Tokaido, namelijk Ishiyakushi-juku en Shono-juku, liggen in het hedendaagse Suzuka.
Suzuka werd op 1 december 1942 erkend als stad (shi) na samenvoeging van twee gemeentes en twaalf dorpen.
Latere uitbreidingen:
- op 1 augustus 1954 met drie dorpen,
- op 1 december 1954 een grensaanpassing met Kameyama,
- op 15 april 1957 met (een deel van) een dorp,
- op 15 juni 1957 en 1 april 1967 in twee stappen een dorp.

## Economie
Suzuka is een industriestad met belangrijke fabrieken van Sharp en Honda. Deze industrieën hebben veel Zuid-Amerikaanse, vooral Braziliaanse, werknemers aangetrokken.
De landbouw is niet geheel verdwenen dankzij de vruchtbare grond. Naast de verbouw van thee en rijst worden bloemen en bomen gekweekt.

## Verkeer
Suzuka ligt aan de Kansai-hoofdlijn van Central Japan Railway Company/West Japan Railway Company, aan de Nagoya-lijn en de Suzuka-lijn van de Kintetsu (Kinki Nippon Tetsudō) en aan de Ise-lijn van de Ise Spoorweg (Ise Tetsudō)
Suzuka ligt aan de Higashi-Meihan-autosnelweg en aan de autowegen 1, 23, 25 en 306.

## Stedenbanden
Suzuka heeft een stedenband met
- Le Mans, Frankrijk, sinds 27 mei 1990
- Bellefontaine (Ohio), Verenigde Staten, sinds 7 augustus 1991

## Aangrenzende steden
- Tsu
- Yokkaichi
- Kameyama

## Geboren in Suzuka
- Eisuke Nakanishi (1973), voetballer
- Takafumi Ogura (1973), voetballer
- Reo Hatate (1997), voetballer